# 松島英雄
松島 英雄（まつしま ひでお、1951年7月24日 - ）は、静岡県出身の元プロ野球選手（投手）。現在は横浜DeNAベイスターズのスコアラー。

## 来歴・人物
静岡商業では2年生と3年生の時に夏の甲子園へ連続出場。1968年の夏の大会は新浦壽夫（のち巨人ほか。同年度生まれだが、定時制から全日制へ編入して1学年下に）がエースであったため三塁手として出場。決勝に進出するが興國に敗れ、準優勝に終わる。新浦はこの年、秋に高校を中退し巨人入り。
1969年の3年生時は、エースとして夏の甲子園に出場。準々決勝に進出するが、この大会に優勝した松山商に敗退。8月末からは全日本高校選抜の一員としてブラジル・ペルー・アメリカ遠征に参加する。秋の長崎国体では決勝に進み、玉島商の松枝克幸（法大－西川物産）との投げ合いを1-0で制し優勝を飾る。同期に藤波行雄（のち中日）、控え投手として1学年下に池谷公二郎（のち広島）がいた。内角をえぐるようにはいってくるシュート。伸びのある速球とコントロールのよいカーブ、スライダーを武器とした。
1969年ドラフト会議で大洋ホエールズから4位指名を受け入団。将来の主軸投手として期待され、二軍ではそこそこの成績を残したものの伸び悩み、一軍では未勝利のまま終わった。現役時代の後半は選手登録されていたものの、打撃投手的な扱いであった。1979年に現役引退。
引退後1980年から1990年まで打撃投手をつとめ、その後スコアラーに転身した。1987年から1991年までは新浦と再び同僚となった。

## 詳細情報

### 年度別投手成績
| 年 度     | 球 団     | 登 板 | 先 発 | 完 投 | 完 封 | 無 四 球 | 勝 利 | 敗 戦 | セ 丨 ブ | ホ 丨 ル ド | 勝 率 | 打 者 | 投 球 回 | 被 安 打 | 被 本 塁 打 | 与 四 球 | 敬 遠 | 与 死 球 | 奪 三 振 | 暴 投 | ボ 丨 ク | 失 点 | 自 責 点 | 防 御 率 | W H I P |
| --------- | --------- | ----- | ----- | ----- | ----- | -------- | ----- | ----- | -------- | ----------- | ----- | ----- | -------- | -------- | ----------- | -------- | ----- | -------- | -------- | ----- | -------- | ----- | -------- | -------- | ------- |
| 1972      | 大洋      | 16    | 2     | 0     | 0     | 0        | 0     | 2     | --       | --          | .000  | 103   | 24.1     | 21       | 4           | 12       | 0     | 0        | 11       | 0     | 0        | 10    | 10       | 3.75     | 1.36    |
| 1973      | 大洋      | 4     | 0     | 0     | 0     | 0        | 0     | 0     | --       | --          | ----  | 33    | 9.0      | 4        | 2           | 3        | 0     | 0        | 4        | 0     | 0        | 2     | 2        | 2.00     | 0.78    |
| 1974      | 大洋      | 5     | 0     | 0     | 0     | 0        | 0     | 0     | 0        | --          | ----  | 25    | 5.0      | 6        | 1           | 4        | 0     | 0        | 2        | 1     | 0        | 3     | 3        | 5.40     | 2.00    |
| 通算：3年 | 通算：3年 | 25    | 2     | 0     | 0     | 0        | 0     | 2     | 0        | --          | .000  | 161   | 38.1     | 31       | 7           | 19       | 0     | 0        | 17       | 1     | 0        | 15    | 15       | 3.55     | 1.30    |

### 背番号
- 43 （1970年 - 1979年）
- 86 （1980年 - 1990年）